# Nà Nghịu
Nà Nghịu là một xã thuộc huyện Sông Mã, tỉnh Sơn La, Việt Nam.

## Địa lý
Xã Nà Nghịu là xã bao quanh thị trấn Sông Mã, huyện Sông Mã, có vị trí địa lý:
- Phía bắc giáp xã Nậm Ty và huyện Mai Sơn
- Phía đông giáp xã Chiềng Khoong và huyện Mai Sơn
- Phía tây giáp xã Chiềng Sơ và xã Nậm Mằn.
- Phía nam giáp xã Huổi Một.

Xã Nà Nghịu có diện tích 103,5 km², dân số năm 2016 là 15.313 người , mật độ dân số đạt 148 người/km².

## Hành chính
Xã Nà Nghịu được chia thành 42 bản: Bom Phung, Huổi Sẳng, Quyết Tiến, Nang Cầu, Hồng Phong, Xum Côn, Lọng Lằn, Huổi Cói, Co Phường, Ngu Hấu, Tây Hồ, Quyết Tâm, Xóm 3, Nà Là, Bản Kéo, Bản Mé, Phiêng Tỏ, Bản Mung, Bản Bon, Nà Lươi, Nà Hin, Xóm 5, Co Tòng, Co Mạ, Nà Nghịu 2, Nặm Ún, Sào Và, Nà Lìu, Nà Nghịu 1, Hưng Mai, Nong Lếch, Tiền Phong, Xóm 2, Xóm 4, Phòng Sài, Trại Giống, Quyết Thắng, Phiêng Pồng, Hua Pàn, Nà Pàn, Xóm I, Bản Thón.